# 基尔语
基尔语(la21 ja21)是老挝北部一种彝语。
基尔语分布在丰沙里省约乌县Kang村(Kato 2008)。